# Bolitophila tarsata
Bolitophila tarsata är en tvåvingeart som beskrevs av Mayer 1951. Bolitophila tarsata ingår i släktet Bolitophila och familjen smalbensmyggor. Inga underarter finns listade i Catalogue of Life.